# Psary (powiat Chrzanowski)
Psary is een dorp in de Poolse woiwodschap Klein-Polen. De plaats maakt deel uit van de gemeente Trzebinia en telt 1439 inwoners.